# David Ogden Stiers
David Allen Ogden Stiers (Peoria, 31 ottobre 1942 – Newport, 3 marzo 2018) è stato un attore, doppiatore e musicista statunitense, noto soprattutto per i suoi ruoli nella sitcom televisiva M*A*S*H come maggiore Charles Emerson Winchester III, e nel dramma fantascientifico The Dead Zone come reverendo Gene Purdy.
Come musicista, Stiers è stato direttore ospite per più di 50 orchestre in Nord America e ha mantenuto una posizione come direttore associato dell'Orchestra Sinfonica del Newport Ernest Bloch Music Festival.

## Carriera

### Primi anni
Stiers è nato a Peoria (Illinois), figlio di Margaret Elizabeth (nata Ogden) e Kenneth Stiers Truman. Ha frequentato la High School Urbana, al tempo stesso del critico cinematografico Roger Ebert. In seguito si trasferì a Eugene, Oregon, dove si diploma alla scuola superiore e frequenta l'università dell'Oregon per un breve periodo. In seguito si trasferì a San Francisco, dove si esibisce con il California Shakespeare Theater, San Francisco Actors Workshop, e il gruppo di improvvisazione Il Comitato, fra i cui membri c'erano in quel periodo Rob Reiner e Hesseman Howard. Poco dopo, Stiers studia recitazione alla Juilliard. Durante i suoi studi, Stiers fu scelto come mentore dall'attore teatrale John Houseman e si sarebbe poi unito alla Compagnia Teatrale City Center.

### I primi crediti
Nonostante il successo a New York, Stiers tornò in California e passò alla televisione. I suoi primi crediti includono Mary Tyler Moore, Il tenente Kojak e Rhoda. Stiers è anche apparso in Charlie's Angels e gli fu offerto un ruolo nello show, ma Stiers rifiutò l'opportunità.

### Il successo conM*A*S*H
Nel 1977, Stiers, che fa, ormai, parte dell'icona televisiva CBS-TV, entra nel cast della sitcom M*A*S*H. Come maggiore Charles Emerson Winchester III, Stiers riempì il vuoto creato dalla partenza dell'attore Larry Linville e il suo personaggio Frank Burns. In contrasto con Burns Linville, il personaggio Winchester Stiers presenta un diverso tipo di rappresentazione di Alan Alda Hawkeye Pierce e Mike Farrell BJ Hunnicutt. Per il suo ritratto del nobile pomposo ma comunque multidimensionale di Boston, Stiers ha ricevuto due Emmy Award.

### Altri lavori in televisione
A seguito del completamento di M*A*S*H, Stiers ampliò il suo lavoro in televisione, con apparizioni regolari a Nord e Sud; Star Trek: The Next Generation, La signora in giallo; Il tocco di un angelo, e insieme a Frasier, appare su Due ragazzi e una ragazza come l'onorevole Bauer. Inoltre ha avuto apparizioni su ALF e Matlock. È anche apparso in due progetti televisivi, Love & Money e Justice League of America (come Martian Manhunter). Nel 2002, Stiers inizia un ruolo come reverendo Purdy, dopo il successo dello USA Network show The Dead Zone, con Anthony Michael Hall. Nel 2006, è stato lanciato come personaggio Oberoth in Stargate Atlantis. Stiers è anche apparso in numerosi film televisivi di Perry Mason nel 1980 come procuratore distrettuale Michael Reston. Ironicamente Stiers appariva come un assassino cieco su un episodio di Matlock.

### Film
Con un curriculum televisivo vasto, Stiers comincia a recitare in alcuni film. I suoi primi sono Yellow 33 di Jack Nicholson e la commedia di George Burns, Bentornato Dio! Seguiti con ruoli in  Harry's War, Bette Off Dead, L'uomo con la scarpa rossa, Turista per caso, Volontà di ferro, Doc Hollywood - Dottore in carriera, Da giungla a giungla e Cercasi tribù disperatamente. Negli anni novanta, Stiers ha fatto parte del cast di Woody Allen in Ombre e nebbia, La dea dell'amore, Tutti dicono I Love You, e La maledizione dello scorpione di giada.

### Doppiatore
Con una voce distinta autorevole, Stiers ha fornito la voce a decine di film e progetti televisivi. Il suo primo lavoro fu in uno dei primi film di George Lucas, acclamato dalla critica, THX 1138, in cui egli è stato erroneamente annunciato come "David Ogden Manzi". Stiers ha doppiato il film-documentario della PBS, come progetto di New York di Ric Burns: un film-documentario e la serie televisiva The American Experience, diretta da Ric Burns. Inoltre, ha collaborato con la Disney per otto film di animazione, come La bella e la bestia (come Tockins e narratore), Il gobbo di Notre Dame (come l'Arcidiacono) Pocahontas e Pocahontas II - Viaggio nel nuovo mondo (come governatore Ratcliffe e Wiggins), Atlantis - L'impero perduto (come il signor Harcourt), e Lilo & Stitch (come Jumba Jookiba). Inoltre ha doppiato Gryzlikoff in Darkwing Duck e Mr. Jolly in Un cane di classe. Ha doppiato anche il re e il primo ministro nel cortometraggio Il gatto che sembrava un re, nel 2004. Negli ultimi anni, Stiers ha prestato la sua voce a diversi videogiochi, tra cui Icewind Dale, Kingdom Hearts II, Uru: Ages Beyond Myst e Myst V: End of Ages. Recentemente ha prestato la sua voce in Batman: Il mistero di Batwoman e in Il Pinguino è gabbato! come Nicky Flippers.

## Vita privata
Nel maggio 2009 Stiers si è dichiarato omosessuale, sulla base di un'intervista pubblicata dal sito web LGBT Gossip Boy.
Muore il 3 marzo 2018 all'età di 75 anni per un cancro alla vescica.

## Filmografia

### Cinema
- Yellow 33 (Drive, He Said), regia di Jack Nicholson (1971)
- Bentornato Dio! (Oh, God!), regia di Carl Reiner (1977)
- A proposito di omicidi... (The Cheap Detective), regia di Robert Moore (1978)
- Magic - Magia (Magic), regia di Richard Attenborough (1978)
- Harry's War, regia di Kieth Merrill (1981)
- L'uomo con la scarpa rossa (The Man with One Red Shoe), regia di Stan Dragoti (1985)
- Sapore di hamburger (Better Off Dead...), regia di Savage Steve Holland (1985)
- Dr. Creator - Specialista in miracoli (Creator), regia di Ivan Passer (1985)
- Turista per caso (The Accidental Tourist), regia di Lawrence Kasdan (1988)
- Un'altra donna (Another Woman), regia di Woody Allen (1988)
- Doc Hollywood - Dottore in carriera (Doc Hollywood), regia di Michael Caton-Jones (1991)
- Ombre e nebbia (Shadows and Fog), regia di Woody Allen (1991)
- Iron Will - Volontà di vincere (Iron Will), regia di Charles Haid (1994)
- Bad Company, regia di Damian Harris (1995)
- La dea dell'amore (Mighty Aphrodite), regia di Woody Allen (1995)
- Il gemello scomodo (Steal Big Steal Little), regia di Andrew Davis (1995)
- Tutti dicono I Love You (Everyone Says I Love You), regia di Woody Allen (1996)
- Da giungla a giungla (Jungle 2 Jungle), regia di John Pasquin (1997)
- Piacere, Wally Sparks (Meet Wally Sparks), regia di Peter Baldwin (1997)
- Cercasi tribù disperatamente (Krippendorf's Tribe), regia di Todd Holland  (1998)
- The Stand-In, regia di Roberto Monticello (1999)
- La maledizione dello scorpione di giada (The Curse of the Jade Scorpion), regia di Woody Allen (2001)
- I gattoni (Tomcats), regia di Gregory Poirier (2001)
- The Majestic, regia di Frank Darabont (2001)
- Lady in the Water, regia di M. Night Shyamalan (2006)
- Not Dead Yet, regia di Sam Hull (2009)
- Neil Stryker and the Tyrant of Time, regia di Rob Taylor (2017)

### Televisione
- Kojak – serie TV, 1 episodio (1975)
- Doc – serie TV, 7 episodi (1976)
- The New Lorenzo Music Show – film TV (1976)
- Charlie's Angels – serie TV, 1 episodio (1976)
- Phyllis – serie TV, 1 episodio (1976)
- Mary Tyler Moore Show – serie TV, 3 episodi (1977)
- Rhoda – serie TV, 2 episodi (1977)
- L'impareggiabile giudice Franklin – serie TV, 1 episodio (1977)
- A Circle of Children – film TV (1977)
- A Love Affair: The Eleanor and Lou Gehrig Story – film TV (1977)
- Sergeant Matlovich vs. the U.S. Air Force – film TV (1978)
- The Paper Chase – serie TV, 1 episodio (1978)
- La grande lotteria – serie TV, 1 episodio (1979)
- Breaking Up Is Hard to Do – film TV (1979)
- The Oldest Living Graduate – film TV (1980)
- Father Damien: The Leper Priest – film TV (1980)
- CBS Afternoon Playhouse – serie TV, 1 episodio (1981)
- Il giorno del grande crollo – film TV (1982)
- M*A*S*H – serie TV, 131 episodi (1983)
- Great Performances – serie TV, 1 episodio (1983)
- Anatomy of an Illness – film TV (1984)
- The First Olympics: Athens 1896 – miniserie TV, 2 episodi (1984)
- Il seme del male – film TV (1985)
- Nord e Sud – serie TV, 6 episodi (1985)
- Mrs. Delafield Wants to Marry – film TV (1986)
- Nord e Sud II – miniserie TV, 6 episodi (1986)
- Perry Mason e la novizia – film TV (1986)
- Perry Mason: Assassinio in diretta – film TV (1986)
- La signora in giallo (Murder, She Wrote) – serie TV, episodi 3x05-11x11-12x24 (1986-1996)
- J. Edgar Hoover – film TV (1987)
- Alamo - Tredici giorni di gloria – film TV (1987)
- Perry Mason: Per un antico amore – film TV (1987)
- American Playhouse – serie TV, 1 episodio (1987)
- Perry Mason: Lo spirito del male (Perry Mason: The Case of the Sinister Spirit), regia di Richard Lang – film TV (1987)
- Perry Mason: La signora di mezzanotte – film TV (1987)
- Perry Mason: Morte di un editore – film TV (1987)
- Matlock – serie TV, 3 episodi (1987-1988)
- Perry Mason: Un fotogramma dal cielo – film TV (1988)
- Perry Mason: La donna del lago – film TV (1988)
- ALF – serie TV, 2 episodi (1988)
- I giorni dell'atomica – film TV (1989)
- The Ray Bradbury Theater – serie TV, 1 episodio (1989)
- Giorni di fuoco – film TV (1989)
- Ultimo avvertimento – film TV (1989)
- CBS Schoolbreak Special – serie TV, 1 episodio (1990)
- Un posto dove vivere – film TV (1990)
- Milionari a Beverly Hills – film TV (1990)
- Wings – serie TV, 1 episodio (1990)
- Married People – serie TV, 1 episodio (1990)
- Star Trek: The Next Generation – serie TV, 1 episodio (1991)
- Vita strappata – film TV (1991)
- The Last of His Tribe – film TV (1992)
- Mastergate – film TV (1992)
- Jack's Place – serie TV, 1 episodio (1993)
- Processo a una madre – film TV (1993)
- Past Tense - Tempo Passato – film TV (1994)
- The Boys Are Back – serie TV, 1 episodio (1994)
- Cybill – serie TV, 1 episodio (1996)
- Poltergeist: The Legacy – serie TV, 1 episodio (1996)
- I segreti del cuore – film TV (1996)
- Justice League of America – film TV (1997)
- La signora del West – serie TV, 1 episodio (1997)
- Due ragazzi e una ragazza – serie TV, 13 episodi (1998)
- Ally McBeal – serie TV, 1 episodio (1998)
- The Practice - Professione avvocati (The Practice) – serie TV, 1 episodio (1999)
- Oltre i limiti (The Outer Limits) – serie TV, 1 episodio (1999)
- Bull – serie TV, 4 episodi (2000)
- The Trouble with Normal – serie TV, 1 episodio (2000)
- Love & Money – serie TV, 13 episodi (2000)
- Food for Thought – film TV (2001)
- La signora in giallo - L'ultimo uomo libero (The Last Free Man) – film TV, regia di Anthony Pullen Shaw (2001)
- Arli$$ – serie TV, 1 episodio (2002)
- Il tocco di un angelo (Touched by an Angel) – serie TV, 2 episodi (2003)
- Frasier – serie TV, 1 episodio (2003)
- Cable Beach – film TV (2004)
- Nova – serie TV, 1 episodio (2005)
- Worst Week of My Life – serie TV, 1 episodio (2006)
- La zona morta – serie TV, 40 episodi (2007)
- Stargate Atlantis – serie TV, 3 episodi (2007)
- Leverage - Consulenze illegali – serie TV, 1 episodio (2011)
- Rizzoli & Isles – serie TV, 2 episodi (2015)
- The Joneses Unplugged – film TV (2017)

## Doppiatori italiani
Nelle versioni in italiano delle opere in cui ha recitato, David Ogden Stiers è stato doppiato da:
- Giorgio Lopez in La signora in giallo (ep. 3x04, 11x11), Due ragazzi e una ragazza, I gattoni
- Paolo Buglioni in M*A*S*H (st. 6-8), Turista per caso
- Glauco Onorato in M*A*S*H (st. 9-10), Iron Will - Volontà di vincere
- Paolo Lombardi in La signora in giallo - L'ultimo uomo libero, Da giungla a giungla
- Dario De Grassi in The Practice - Professione avvocati, La zona morta
- Renato Cortesi in A proposito di omicidi...
- Roberto Rizzi in Magic - Magia
- Franco Zucca ne La signora in giallo (ep. 12x24)
- Osvaldo Ruggieri in Dr. Creator - Specialista in miracoli
- Romano Ghini in ALF
- Dario Penne in Star Trek: The Next Generation
- Omero Antonutti in Un'altra donna
- Oreste Rizzini in Doc Hollywood - Dottore in carriera
- Marcello Tusco in Ombre e nebbia
- Vittorio Di Prima in Bad Company
- Gianni Bonagura in La dea dell'amore
- Giancarlo Padoan ne Il gemello scomodo
- Stefano De Sando in La maledizione dello scorpione di giada
- Vittorio Amandola in The Majestic
- Bruno Alessandro in Leverage - Consulenze illegali

Da doppiatore è sostituito da:
- Paolo Lombardi in Atlantis - L'impero perduto, Lilo & Stitch (film), Provaci ancora Stitch!, Lilo & Stitch (serie animata), Lilo & Stitch 2 - Che disastro Stitch!, Leroy & Stitch, Il gatto che guardò il re[2]
- Franco Chillemi in Pocahontas[3], Il gobbo di Notre Dame, Pocahontas II - Viaggio nel nuovo mondo, Disney Pocahontas libro animato interattivo[3]
- Gianni Vagliani in La bella e la bestia[4],  La bella e la bestia - Un magico Natale, Il mondo incantato di Belle[5]
- Vittorio Battarra in House of Mouse - Il Topoclub
- Mino Caprio in Un cane di classe
- Piero Chiambretti in Pocahontas[6]
- Marco Bresciani in Disney Pocahontas libro animato interattivo[6]
- Vittorio Bestoso in Batman - Il mistero di Batwoman
- Valerio Ruggeri in Il gatto che guardò il re[7]